# La Maritza (chanson)
Singles de Sylvie Vartan
Irrésistiblement
(1968) On a toutes besoin d'un homme
(1968)

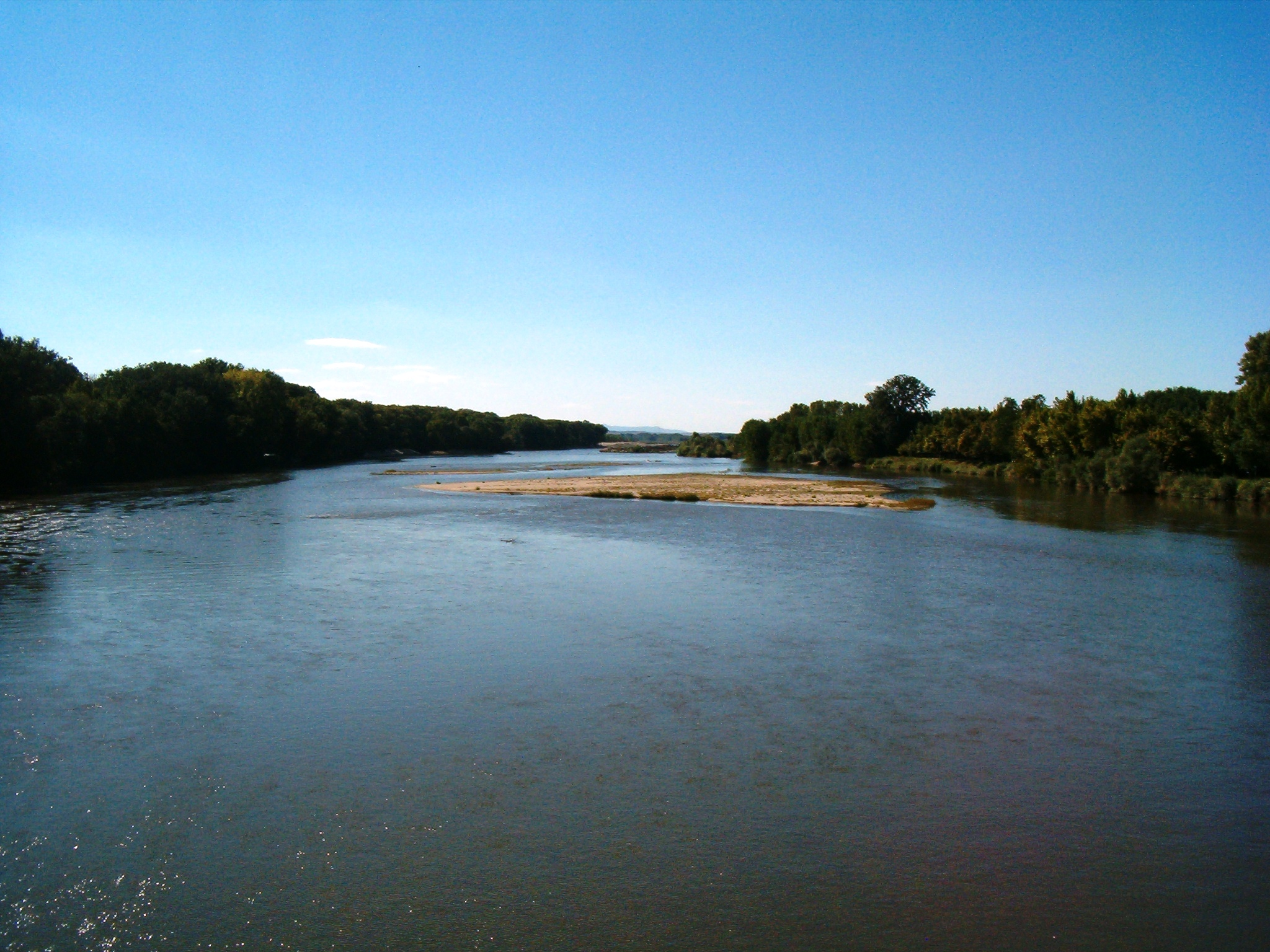
Le fleuve bulgare Maritsa qui a donné son nom à la chanson

La Maritza est une chanson de Sylvie Vartan issue de son album de 1968 Sylvie Vartan (communément appelé La Maritza). Elle a également été publiée sur un super 45 tours.

## Composition
La chanson est écrite par le compositeur Jean Renard et le parolier Pierre Delanoë. Les paroles évoquent la Maritsa, un fleuve qui coule en Bulgarie avant de se jeter dans la mer Égée le long de la frontière gréco-turque. En effet, Sylvie Vartan est née en Bulgarie et y a vécu jusqu'à l'âge de 8 ans avant d'émigrer en France avec sa famille. Elle chante ainsi sa nostalgie pour son pays natal, symbolisé par ce fleuve.

## Performance commerciale
En France, la chanson est publiée sur un EP trois titres : La Maritza / Un p'tit peu beaucoup (en duo avec Carlos), Jolie poupée.
Dans le hit-parade wallon, l'EP, considéré comme un single double face, se classe n°4,. La chanson s'est également classée en France (où elle s' écoule à environ 260 000 exemplaires), en Finlande, au Brésil et en Turquie.
Sylvie Vartan a également enregistré la chanson en italien (sous le titre La Maritza), en allemand (sous le titre Lied ohne Wiederkehr) et en japonais (sous le titre Omoide no Marritsa (想い出のマリッツァ, litt. « Souvenirs de la Maritza »).

## Liste des pistes
EP 7" La Maritza / Un p'tit peu beaucoup / Jolie poupée (RCA Victor 87.074 M en France, RCA Victor TP-455 au Portugal)
A. "La Maritza (3:42)
B1. Un p'tit peu beaucoup (2:30)
B2. Jolie poupée
Single 7" La Maritza / Un p'tit peu beaucoup RCA Victor 3 10372 (Espagne)
A. La Maritza (3:42)
B. Un p'tit peu beaucoup (2:30)

## Classements
La Maritza / Un p'tit peu beaucoup
| Classement (1968)                | Meilleure position |
| -------------------------------- | ------------------ |
| Belgique (Wallonie Ultratop 50), | 4                  |
| Brésil                           | 10                 |
| Finlande                         | 4                  |
| France                           | 3                  |
| Turquie                          | 3                  |

## Reprises
La Maritza a été reprise, entre autres, par Seija Simola (en finlandais sous le titre Maritza), Bart Kaëll (en néerlandais sous le titre Maritza), Elisa Tovati et Nawel Ben Kraiem.
Selon la section « Hits of the World » du magazine américain Billboard, la version de Seija Simola a atteint au moins le top 6 en Finlande en 1970.
Le groupe de metal symphonique Therion l'a réinterprétée sur leur album de reprises de chansons françaises Les Fleurs du mal sorti en 2012.